# Мориконе (Терамо)
Мориконе (итал. Morricone) је насеље у Италији у округу Терамо, региону Абруцо.
Према процени из 2011. у насељу је живело 134 становника. Насеље се налази на надморској висини од 508 м.